# Сеславье
Сесла́вье — деревня в Калининском районе Тверской области. Относится к Красногорскому сельскому поселению.
Расположена к юго-западу от Твери, на правом берегу Волги.
От Старицкого шоссе (28К-0576 «Тверь—Ржев») — 7 км, поворот за деревней Колталово.

## История
В Списке населенных мест 1859 года значится казённая деревня Сеславье, четверть версты от Волги, при ручье Комуга, 31 двор, 218 жителей. Во второй половине XIX — начале XX века деревня Сеславье относилась к Андреевскому приходу Емельяновской волости Старицкого уезда Тверской губернии, в 1886 году — 50 дворов, 297 жителей.
В 1929—1956 годах деревня Сеславье входила в Афанасьевский сельсовет в составе Емельяновского района Калининской области.
Во время Великой Отечественной войны Сеславье было оккупировано гитлеровскими войсками в октябре 1941 года, освобождено войсками Калининского фронта 22 декабря 1941 года.
В 1997 году — 11 хозяйств, 12 жителей.